# Tropfenbrustkolibri

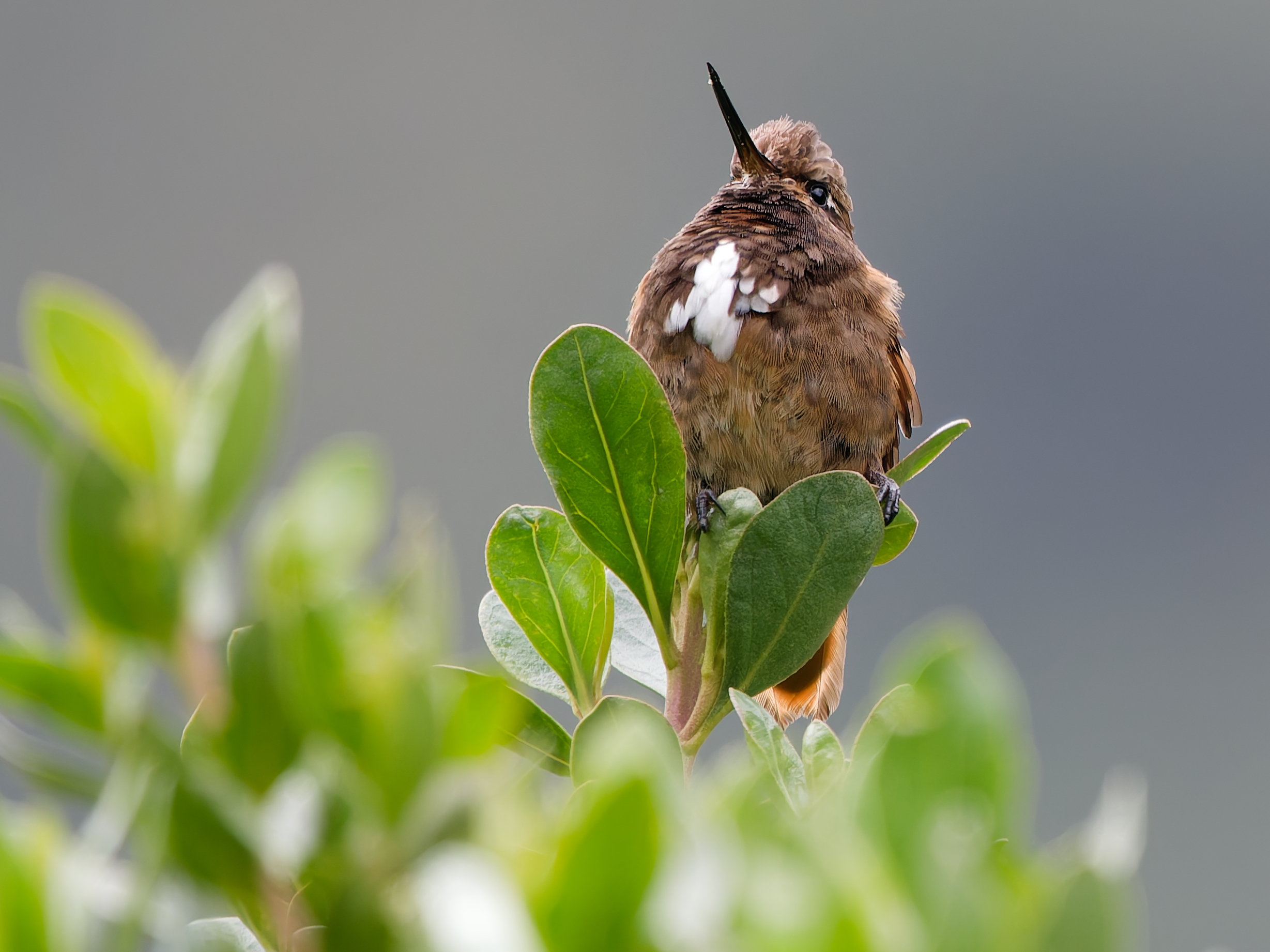
Tropfenbrustkolibri

Der Tropfenbrustkolibri (Aglaeactis castelnaudii), auch Rotbrust-Andenkolibri oder Weißbüschelkolibri, ist eine Vogelart aus der Familie der Kolibris (Trochilidae). Die Art ist endemisch in Peru. Der Bestand wird von der IUCN als „nicht gefährdet“ (least concern) eingeschätzt.

## Merkmale

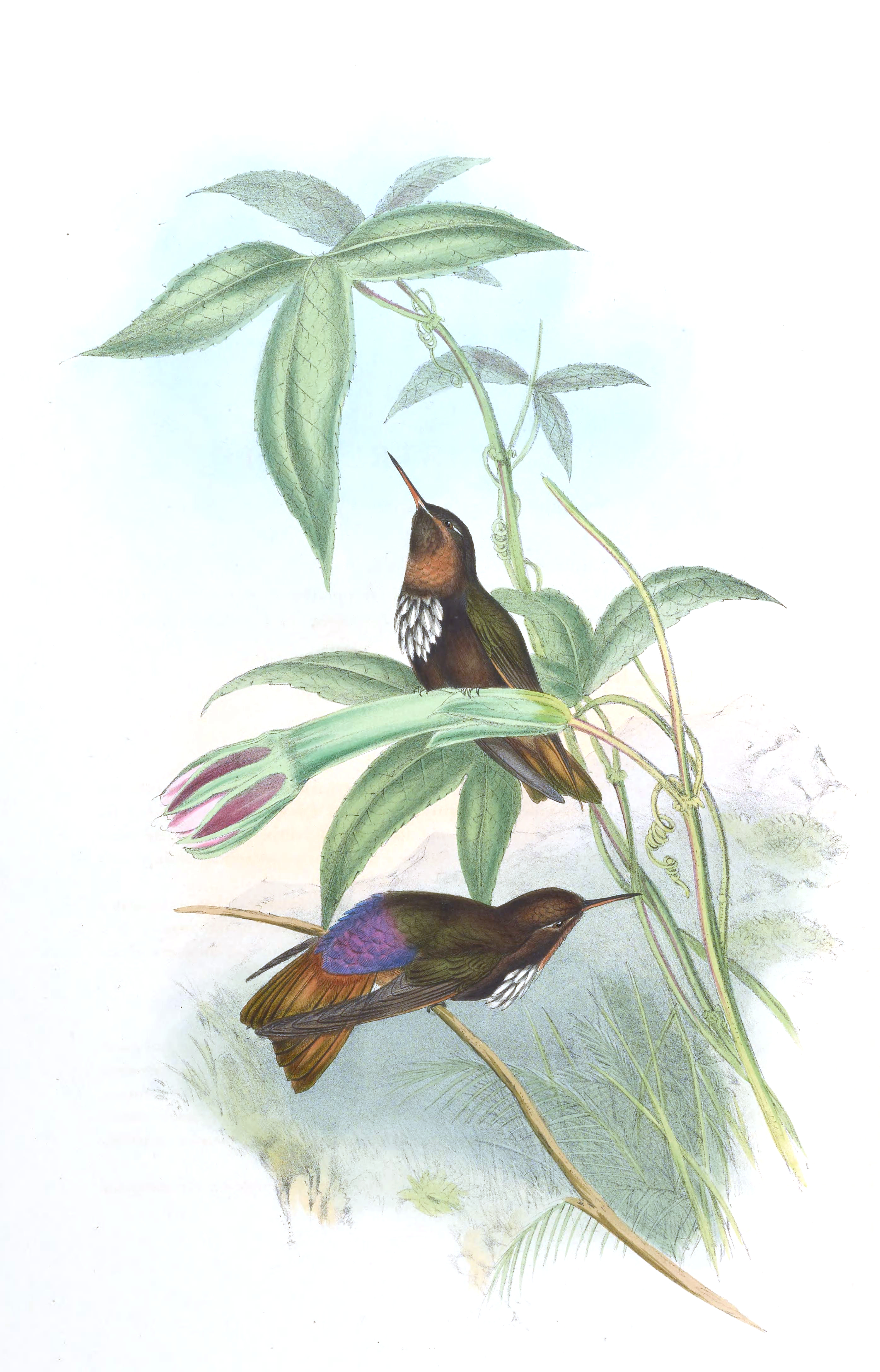
Tropfenbrustkolibri, Lithografie von Henry Constantine Richter nach einer Zeichnung von John Gould, 1857

Der Tropfenbrustkolibri erreicht eine Körperlänge von etwa 12 cm, wobei der kurze Schnabel 1,8 cm lang ist. Die Oberseite ist dunkel schwarz mit einer bronzefarbenen Tönung und magentafarbenem Glanz an Bürzel und hinterem Teil des Rückens. Die Unterseite ist matt erdbraun mit schwärzlicher Färbung im oberen Bereich der Kehle und im Gesicht sowie einem schwarzen Brustband. Manchmal ist die Unterseite auch komplett schwarz mit einem Büschel weißer Federn auf der Brust. Die gelbbraunen Armschwingen wirken wie ein Flügelfleck, die Flügel sind von gelbbraunen Linien durchzogen. Der gelbbraune Schwanz hat dunkle bronzefarbene Spitzen an den zentralen Steuerfedern. Juvenile haben keinen glitzernden Bürzel und sind eher einheitlich braun auf der Unterseite.

## Verhalten
Tropfenbrustkolibris sitzen oft auffällig auf den abgestorbenen oberen Zweigen und wirken dabei ohne Scheu. In Überlappungsgebieten mit dem Rostkolibri (Aglaeactis cupripennis) treten sie diesen hingegen eher unterwürfig auf. Dabei ziehen sie sich in Gegenwart dieser auf die unteren Zweige im Inneren von Büschen zurück. Bei Verfolgungsjagden fliegen sie auch relativ hoch. Nach der Landung halten sie einige Zeit die Flügel nach oben. Ihren Nektar holen sie von Pflanzen der Gattungen Berberis (Berberitzen), Barnadesia, Brachyotum, Centropogon, Lupinus (Lupinen) und Siphocampylus.

## Lautäußerungen
Die Laute klingen wie pipipipi oder bei Verfolgungsjagden wie zriitzriitzriit und gelegentlich wie sehr schwache und dünne ziiis.

## Verbreitung und Lebensraum

Verbreitungsgebiet (grün) des Tropfenbrustkolibris (Aglaeactis castelnaudii)

Tropfenbrustkolibris bevorzugen relativ offenes Gebüsch, Polylepis- und Escallonia-Gehölz oder Lichtungen in halbfeuchten Wäldern. Dabei bewegen sie sich in Höhenlagen zwischen 2500 und 4300 Metern. So kommt die Unterart A. c. regalis in halbfeuchten Gebieten des Río Marañón in der Region Huánuco bis südlich nach Aconcocha, Millpo und Rumicruz in der angrenzenden Region Pasco vor. Die Nominatform A. c. castelnaudii ist in der Region Apurímac im Gebirgsmassiv des Nevado Ampay und in der Region Cusco in der Cordillera Vilcanota verbreitet.

## Unterarten
Es sind zwei Unterarten bekannt:
- Aglaeactis castelnaudii regalis Zimmer, JT, 1951[3] – Die Unterart kommt in den Anden Zentralperus in Huánuco, Pasco und Junín vor.
- Aglaeactis castelnaudii castelnaudii (Bourcier & Mulsant, 1848)[4] – Die Nominatform kommt im Süden der Anden Perus in Huancavelica, Ayacucho, Apurímac und Cusco vor.

## Etymologie und Forschungsgeschichte
Jules Bourcier und Étienne Mulsant beschrieben den Tropfenbrustkolibri unter dem Namen Trochilus Castelnaudii. Das Typusexemplar hatten sie aus dem Muséum national d’histoire naturelle; es wurde angeblich von François Louis Nompar de Caumont de La Force in Südamerika gesammelt. Erst 1848 führte John Gould die Gattung Aglaeactis u. a. für den Rostkolibri ein. Der Name setzt sich aus den griechischen Wörtern ἀγλαΐα aglaḯa für „Glanz, Pracht, Schönheit“ und ἀκτίς aktī́s für „Strahl, Sonnenstrahl“ zusammen. Der Artname castelnaudii wurde zu Ehren seines Entdeckers vergeben. Regalis ist lateinisch für „königlich“ und leitet sich von rex, regis, regere für „König, Regent, regieren“ ab.